# Amlistrophorus
Amlistrophorus – rodzaj roztoczy z kohorty Astigmata i rodziny Listrophoridae.
Takson ten został opisany w 1981 roku przez Alexa Faina jako podrodzaj rodzaju Afrolistrophorus. W 2010 roku Andre Bochkov wyniósł go do rangi niezależnego rodzaju. Przeniósł do niego również gatunek A. venezuelensis, umieszczany wcześniej w podrodzaju Afrolistrophorus s.str..
Ciało wyraźnie wydłużone, 3,5 do 4 razy dłuższe niż szersze. Wierzch idiosomy niecałkowicie pokryty tarczkami. Na tarczce preskapularnej obecne dwa grzybokształtne wyrostki, położone przednio-bocznie, a jej przednia krawędź prosta. Na dobrze rozwiniętej tarczce postskapularnej nie występują podłużne przepaski ani niezesklerotyzowane okienko miękkiego oskórka. Zewnętrzne szczecinki skapularne (se) nitkowate. U samic tarczka hysteronotalna niezłączona z postskapularną. U samców szczecinka regionu H hysterosomy oznaczona h2 jest biczykowata i co najmniej pięciokrotnie dłuższa od nitkowatej h3.
Roztocze te zasiedlają sierść torbaczy i gryzoni w Ameryce Południowej.
Należy tu 5 dotąd opisanych gatunków:
- Amlistrophorus geoxus Sikora et Bochkov, 2012
- Amlistrophorus hornensis (Fain, 1976)
- Amlistrophorus inca (Fain, 1976)
- Amlistrophorus laticoxa (Fain et Lukoschus, 1982)
- Amlistrophorus venezuelensis (Fain et Lukoschus, 1983)